# San Pedro Comitancillo
San Pedro Comitancillo är en kommunhuvudort i Mexiko.   Den ligger i kommunen San Pedro Comitancillo och delstaten Oaxaca, i den sydöstra delen av landet, 500 km sydost om huvudstaden Mexico City. San Pedro Comitancillo ligger 69 meter över havet och antalet invånare är 3 824.
Terrängen runt San Pedro Comitancillo är varierad. Runt San Pedro Comitancillo är det ganska glesbefolkat, med 32 invånare per kvadratkilometer. Närmaste större samhälle är San Jerónimo Ixtepec, 11,3 km nordost om San Pedro Comitancillo. Trakten runt San Pedro Comitancillo består till största delen av jordbruksmark.